# Église Sainte-Marie-Madeleine de Taizé
L'église Sainte-Marie-Madeleine de Taizé est une église située sur le territoire de la commune de Taizé, dans le département français de Saône-et-Loire et la région Bourgogne-Franche-Comté.
Elle relève de la paroisse Saint-Augustin-en-Nord-Clunisois (siège à Ameugny).

## Historique
Installée à l’emplacement d’une chapelle primitive du Xe siècle, l’église Sainte-Madeleine est de nos jours ouverte au culte catholique et protestant.
Une restauration effectuée en 1984 a révélé le caractère roman de son plan et de ses baies étroites. À cette occasion ont été installés des vitraux modernes réalisés par Éric de Saussure (1925-2007), connu sous le nom de Frère Éric (de), membre de la communauté de Taizé.

## Protection
L'église Sainte-Marie-Madeleine a été classée au titre des monuments historiques par arrêté du 22 octobre 1913.
En 1912, soit l'année précédant ce classement, l'Académie de Mâcon avait attiré l'attention de la Commission des monuments historiques sur la nécessité de protéger cet édifice. En effet, cette commission avait sollicité la société savante de Mâcon pour que lui soit signalées « les églises qui mériteraient un classement immédiat » dans l'arrondissement de Mâcon, en réponse de quoi l'Académie avait remis au ministère de l'Instruction publique une liste comportant « 12 monuments parmi les plus anciens et les plus intéressants » (8 à classer en totalité et 4 en partie), parmi lesquels figurait en numéro 8 : « Église de Taizé (canton de St-Gengoux)), XIIe siècle ».

## Description
Le plan de l'édifice est caractéristique des petites églises romanes du Mâconnais : nef unique rectangulaire, à laquelle succèdent une travée sous un clocher carré et une abside semi-circulaire à l'est.
Les vitraux abstraits des baies de la nef et du chœur côtoient des représentations de saint François d’Assise et de l’Agneau mystique.

## Culte
Édifice consacré du diocèse d'Autun implanté sur le territoire de la paroisse Saint-Augustin-en-Nord-Clunisois (siège à Ameugny), l'église de Taizé est, plusieurs siècles après sa construction, un lieu de culte catholique et protestant.